# Theo Martens
Theo Martens (Tilburg, 14 september 1990) is een Nederlands voetballer die als middenvelder speelt. 

## Loopbaan
Hij speelde in de jeugdelftallen van onder meer FC Den Bosch en Willem II. In 2012 speelde hij voor SC Veendam, dat echter begin 2013 failliet ging. In het seizoen 2013/14 speelde hij in België voor Witgoor Dessel in de vierde klasse C. Vanaf 2014 kwam hij uit voor Achilles Veen. In 2021 ging hij naar VV Dongen.

## Statistieken
| Seizoen | Club       | Competitie     | Wedstrijden | Doelpunten |
| ------- | ---------- | -------------- | ----------- | ---------- |
| 2012/13 | SC Veendam | Eerste divisie | 3           | 0          |